# Îles Féroé aux Jeux paralympiques d'été de 2020
Les Îles Féroé participe aux Jeux paralympiques d'été de 2020 à Tokyo, au Japon, du 24 août au 5 septembre 2021.
La délégation est composée d'un seul para-athlète, Hávard Vatnhamar, qui participe au marathon T46, s'adressant aux sportifs qui ont subi une amputation d'un bras, avec une fonction normale des deux jambes.

## Athlétisme
Hávard Vatnhamar a été invité par l'IPC même si Vatnhamar est plutôt un triathlète PTS4 ayant notamment finit neuvième au championnat d'Europe 2019.
Course hommes
| Athlète          | Événement    | Final           | Final |
| Athlète          | Événement    | Résultat        | Rang  |
| ---------------- | ------------ | --------------- | ----- |
| Hávard Vatnhamar | Marathon T46 | 2 h 58 min 27 s | 10e   |

## Voir également
- Îles Féroé aux Jeux paralympiques
- Danemark aux Jeux paralympiques d'été de 2020